# Плоньский, Михаил
Михаил (Михал) Плоньский (пол. Michal Płoński; крещён 30 сентября 1778, Варшава, — 2 июня 1812, там же) – польский художник, рисовальщик и гравёр. Один из зачинателей демократического бытового жанра в Польше. 
Учился в Варшаве у Ж П. Норблина (1795—99, с перерывами). Активно работал 	в Италии (1796–1797), Амстердаме (1801–1806), Париже (1810), Копенгагене и Варшаве (1811–1812).
В 1800—1810 годах жил за границей (в т. ч. в Голландии). В столице Франции работал в Императорском гравюрном кабинете. Его работы этого периода в основном включают офорты, представляющие собой копии старых мастеров, и миниатюрные портреты. В Амстердаме он издал «Альбом», где представил, среди прочего, репродукции картин Рембрандта.
В последние годы жизни страдал от расстройства психики. Вернувшись в Варшаву, умер в доме для умалишённых.
Автор многочисленных рисунков (тушью, бистром, гуашью) и офортов с изображением сцен народной жизни и людей из народа, отличающихся проникновенной человечностью, живостью и лёгкостью штриха, мягкостью светотеневых градаций (рисунки «Прусское войско, ведущее крестьян в неволю», 1796, «Материнство», около 1805—10, оба в Национальном музее, Варшава; офорты «Корзинщик», «Нищий с костылём», оба — 1802).

## Галерея

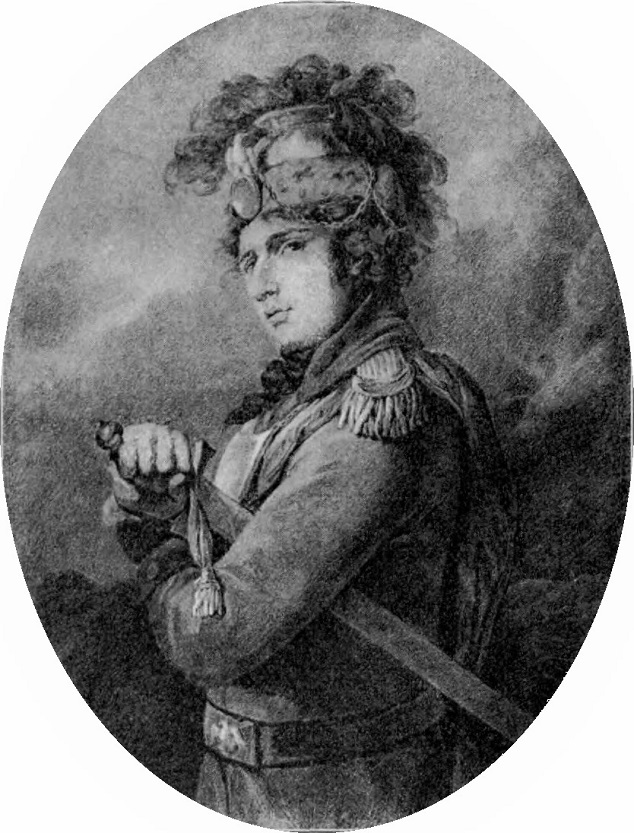
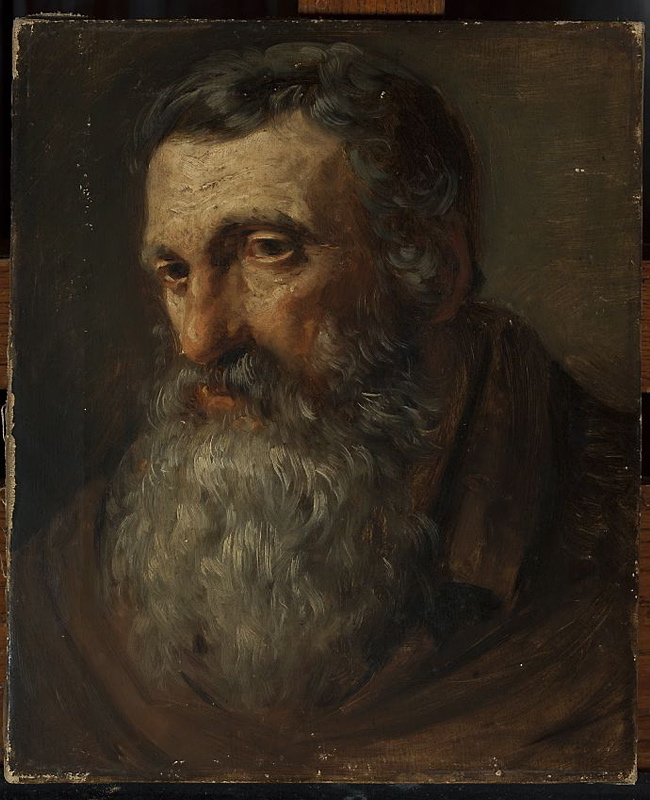
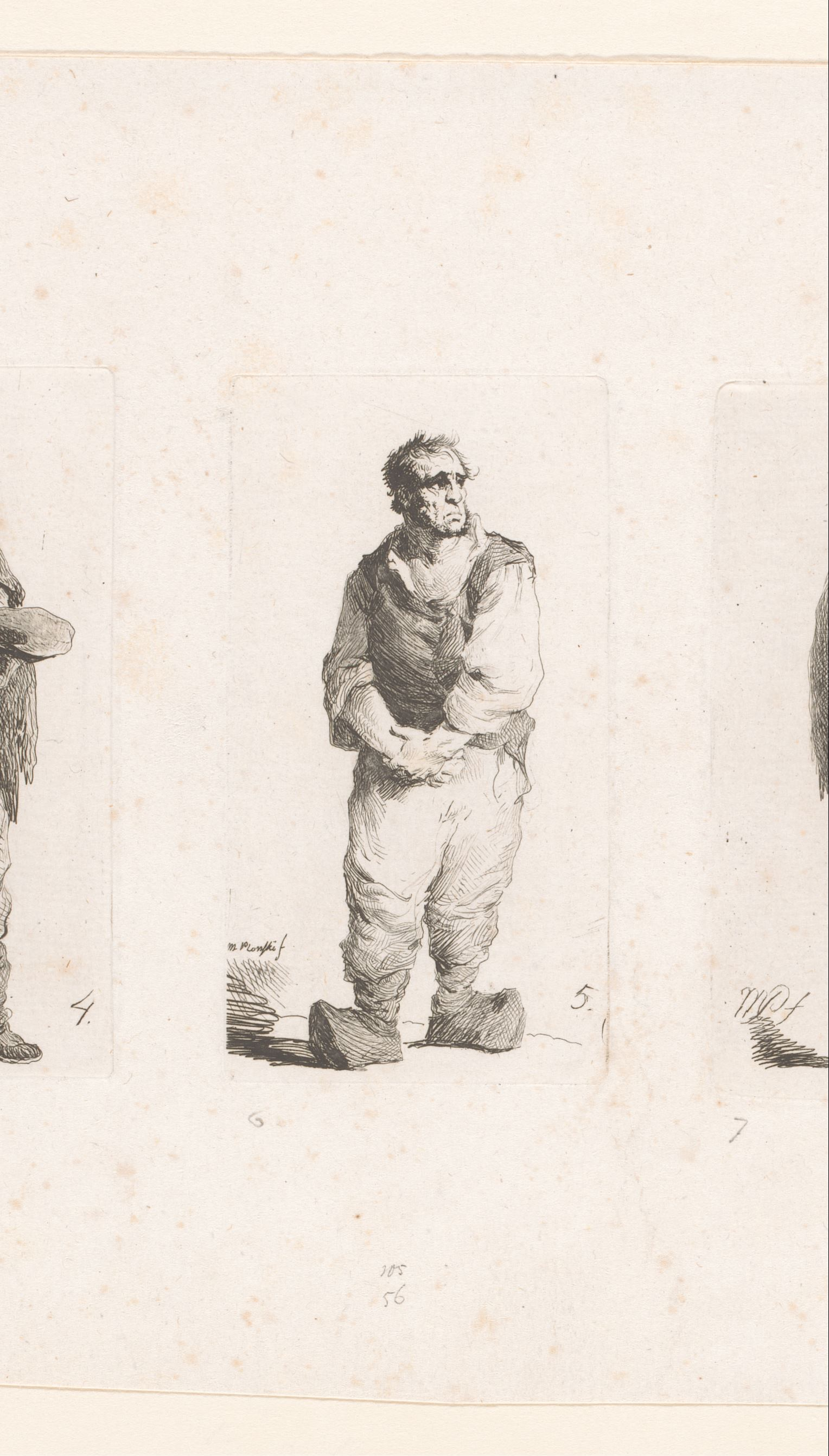
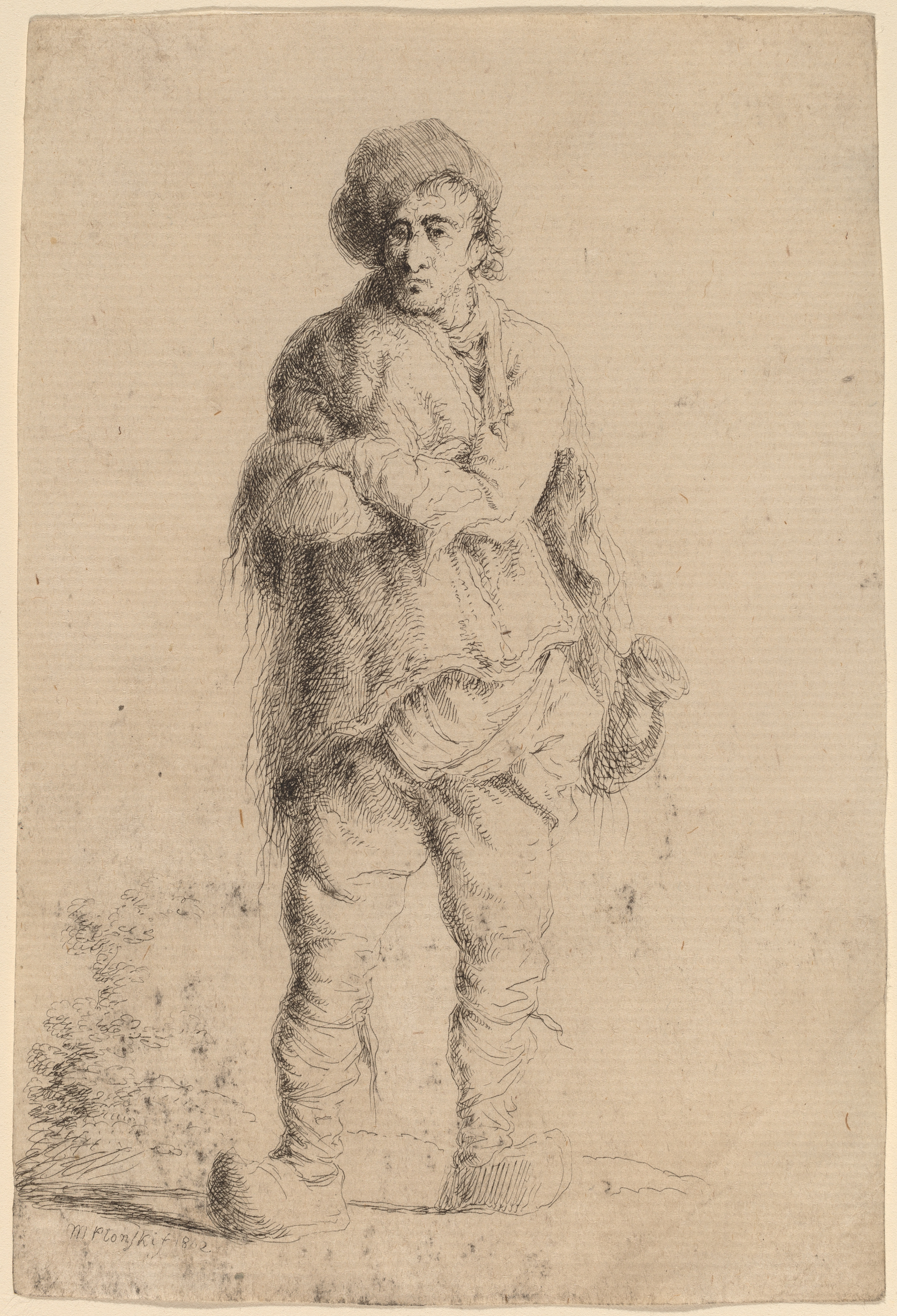
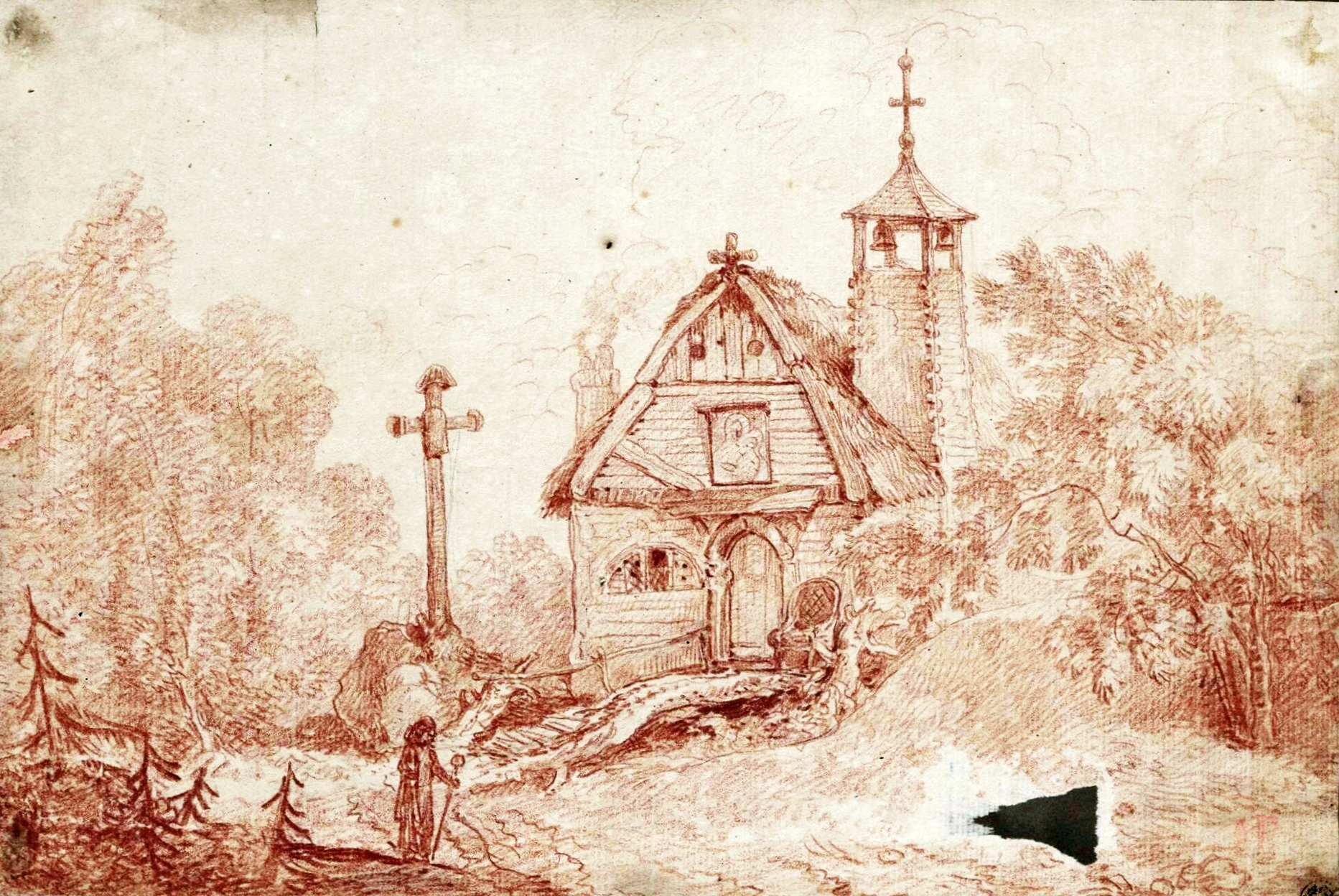